# 刘正祥
刘正祥（1963年4月24日—），又名刘阿宝，缅甸果敢政治人物、商人，曾為果敢地区首富、毒贩，福利来集团创始人、董事长，佛教居士。

## 生平
刘正祥於1963年4月24日出生於果敢，為高小學歷:317。他于1999年任果敢紅岩鄉副乡长，同时兼任红岩学校校长。同年创办福利来集团（Fully Light Group）。1996年出任红星区副区长。1997年起任掸邦第一特区开发部副部长、对外联络部副部长。2009年八八事件爆发、彭家声离开果敢后，掸邦第一特区临时行政管理委员会成立，刘正祥担任财政部部长。2011年果敢自治区设立，他先后出任自治区领导委员会第一、二届委员，分管财政工作。后出任果敢工商协会会长。
2023年12月10日，刘正祥作为缅北果敢电信诈骗集团重要头目被中國福建省龙岩市公安局悬赏通缉。2024年1月30日，中国公安部宣布，白所成、刘正祥等10名被中方通缉的缅甸涉诈犯罪嫌疑人被缅甸警方逮捕并被移送押解至中国。

## 榮譽
刘正祥曾获缅甸宗教杰出贡献奖、缅甸国家最高弘法杰出贡献奖、掸邦社会杰出贡献奖等荣誉。

## 家族
刘正祥家族是八八事件之后统治果敢的四大家族之一，也是四大家族中与缅甸政府关系最为密切的家族，主要势力范围为东城。
刘正祥之弟刘正琦（缅甸名Maung Maung）为福利来集团总裁，亦担任联邦巩固与发展党果治自治区党委书记等职。2023年10月，劉正琦與11名果敢商人在中國境內被捕，疑涉電信詐騙。11月12日，劉正琦與魏清濤、畢會軍共同錄製懺悔視頻，要求家人儘快釋放電詐園區內的中國人。
另一弟刘正昌则为福利来集团董事，并任果敢民族青年会会长、果敢双龙学校董事长。堂弟刘正茂任福利來集團總經理，2023年12月10日被福建省龙岩市公安局通緝。
刘正祥之子刘积光（又名李华光）任果敢自治區衛生局局長、福利來集團執行董事，2023年12月10日被福建省龙岩市公安局通緝。